# هيذر مارتن
هيذر مارتن هي لاعبة كرلنغ كندية، ولدت في 10 نوفمبر 1963 في هاليفاكس في كندا.